# Chrbonín
Chrbonín (en allemand : Cherbonin) est une commune du district de Tábor, dans la région de Bohême-du-Sud, en République tchèque. Sa population s'élevait à 151 habitants en 2020.

## Géographie
Chrbonín se trouve à 8 km à l'ouest-sud-ouest de Černovice, à 15 km à l'est-sud-est de Tábor et à 86 km au sud-est de Prague.
La commune est limitée par Radenín à l'ouest et au nord, par Křeč au nord-est, par Vlčeves à l'est, par Vlčeves au sud et par Krtov au sud-ouest.

## Histoire
La première mention écrite du village date de 1379.